# NGC 5460

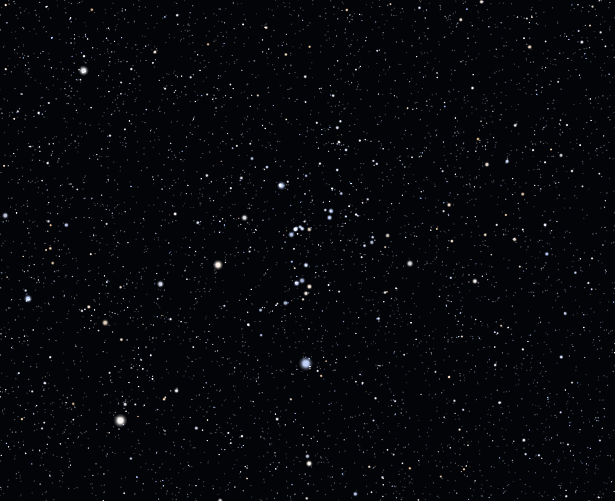
Hình ảnh của NGC 5460

NGC 5460 là tên của một cụm sao phân tán nằm trong chòm sao Bán Nhân Mã. Nó là một cụm sao sáng nhưng lỏng lẻo có độ tuỏi trung bình, nằm cách Trái Đất của chúng ta với khoảng cách xấp xỉ 2.300 năm ánh sáng. Nó nằm khoảng 2 độ về hướng đông-đông nam ngôi sao Zeta Centauri.

## Lịch sử quan sát

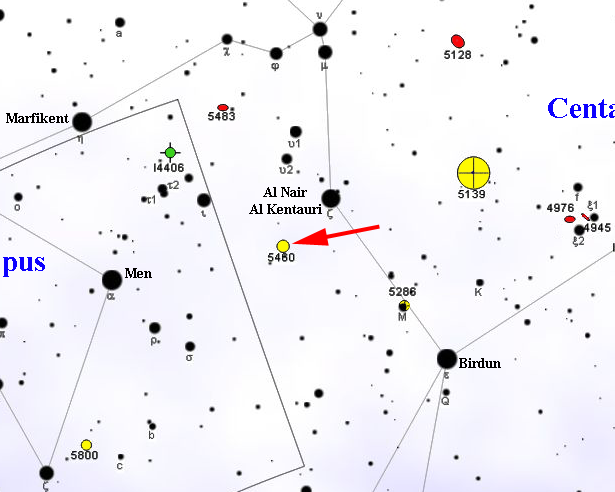
Vị trí của NGC 5460.

NGC 5460 được James Dunlop phát hiện năm 1826. Ngày 7 tháng 5 năm 1826 ông mô tả nó là "một đường cong kỳ lạ của các ngôi sao nhỏ, có cấp sao gần như bằng nhau; hai ngôi sao cấp 7 nằm về phía đông" và thêm nó vào danh lục của ông số 431. John Herschel mô tả là "một vùng gồm các ngôi sao sáng lớn có cấp 8, 9... v.v...; một cụm rất thô" và thêm nó vào Danh lục tổng quát với số ký hiệu 3555. Trong Danh lục tổng quát mới nó được mô tả là "rất lớn, rất ít tập trung, gồm các sao cấp 8 và mờ hơn".

## Đặc điểm
NGC 5460 là một cụm sao phân tán lỏng lẻo loại Trumpler II3m. Nó có 272 ngôi sao có thể là thành viên, nằm trong bán kính góc của cụm và 96 ngôi sao ở phần trung tâm của cụm này. Bán kính thủy triều của nó là 13 - 26 năm ánh sáng (4,1-8,2 parsec) và nó đại diện cho trung bình giới hạn ngoài của NGC 5460, bên ngoài phạm vi đó thì các ngôi sao không có khả năng duy trì liên kết hấp dẫn với lõi của cụm sao này.
Đo đạc quang trắc của Barrado và Byme với 353 ngôi sao gần lõi của cụm sao đã phát hiện ra được có 25 ngôi sao thành viên là ở gần lõi và 27 ngôi sao có thể là ngôi sao thành viên. Họ cho biết tuổi của cụm sao này là khoảng xấp xỉ 110 triệu năm, khoảng cách khoảng 740 parsec và phát hiện 3 sao biến quang là thành viên hoặc có thể là thành viên của cụm sao này. Nghiên cứu quang phổ của cụm sao do Fossati et al. thực hiẹn năm 2011 ước tính khoảng cách của cụm sao này là 720 ± 50 pc, độ tuổi log t = 8,2 ± 0,1 (tương đương 126 - 200 triệu năm) và vận tốc xuyên tâm trung bình là −17,9 ± 5,2 km/s. Độ kim loại của cụm là hơi cao hơn của Mặt Trời (Z = 0,013).
Ngôi sao sáng nhất của cụm sao này là HD 123226 (cấp sao biểu kiến 8,98, B8), cũng là ngôi sao có nhiệt độ cao nhất của cụm. Một ngôi sao khác là HD 122983 là sao biến quang với chu kì 3,4 ngày (cấp sao biểu kiến 9,77, B9.5IV/V). Nó là sao yếu He. Các sao đặc biệt về mặt hóa học khác trong cụm là HD 123182 (sao yếu He thuộc loại không rõ, cấp sao 9,88, loại phổ B9) và UCAC 11105038 (cấp sao 11,59, loại phổ A8). Ngoài ra, thành phần nóng nhất của hệ HD 123225 có thể là một sao HgMn.

## Dữ liệu hiện tại
Theo như quan sát, đây là thiên hà nằm trong chòm sao Bán Nhân Mã và dưới đây là một số dữ liệu khác:
Xích kinh 14h 07m 27s
Xích vĩ −48° 20′ 36″
Cấp sao biểu kiến 5,6 
Kích thước biểu kiến 23'